# Bielek Miksa
Bielek Miksa (Svábóc, Szepes megye, 1833. június 22. – Budapest, 1917. november 18.) gépészmérnök, műegyetemi tanár.

## Életútja
Apja Bielek László nemes földbirtokos volt. Gimnáziumi tanulmányait Késmárkon, Iglón, Budapesten és a Pozsonyi Evangélikus Líceumban végezte; technikai ismereteit a bécsi műegyetemen 1852-től 1857-ig szerezte. A mérnöki tanfolyam elvégzése után az osztrák államvaspálya-társulat szolgálatába lépett és a kellő gyakorlat elsajátítása végett előbb mint szerkesztő Bécsben, azután a prágai és budapesti főműhelyben gépészmérnöki minőségben működött. 1864-ben a Királyi József Műegyetemen az erőműtannak és gépszerkezettannak rendes tanára lett; majd ugyanott a gépszerkezettant adta elő. 1865-től a kazánvizsgáló bizottság műszaki tagja, továbbá a német mérnök-egylet és a Hütte c. berlini egylet tagja volt. 1882-től a mozdonyvezetők és hajógépészek helybeli vizsgáló bizottságának elnöke. Első nagyobb tanulmányútját 1861-ben tette, midőn a híresebb német, francia és angol gépgyárakat látogatta meg; ezután minden évben folytatta ezirányú utazásait. 1863-ban a budapesti vaspályát (Kálvin tér-újpesti vonalrészét) tervezte, építette és 1865-ben a forgalomnak átadta.
Szakértekezései s cikkei többnyire rajzokkal megjelentek a Magyar Természettudományi Társulat Közlönyében (1860-tól), Magyar Mérnök Egyesület Közlönyében (1867-től), Bányászati s Kohászati Lapokban (1870.), a berlini Hütteben (1872. 1874. sat.)